# 汉内斯·西罗拉
汉内斯·西罗拉（芬蘭語：Hannes Sirola，1890年4月18日—1985年4月4日），生于海门林纳，芬兰男子竞技体操运动员。他曾代表芬兰获得1912年夏季奥运会体操比赛男子团体自由式银牌。他于1985年在拉赫蒂去世。